# Rudi Baerwind

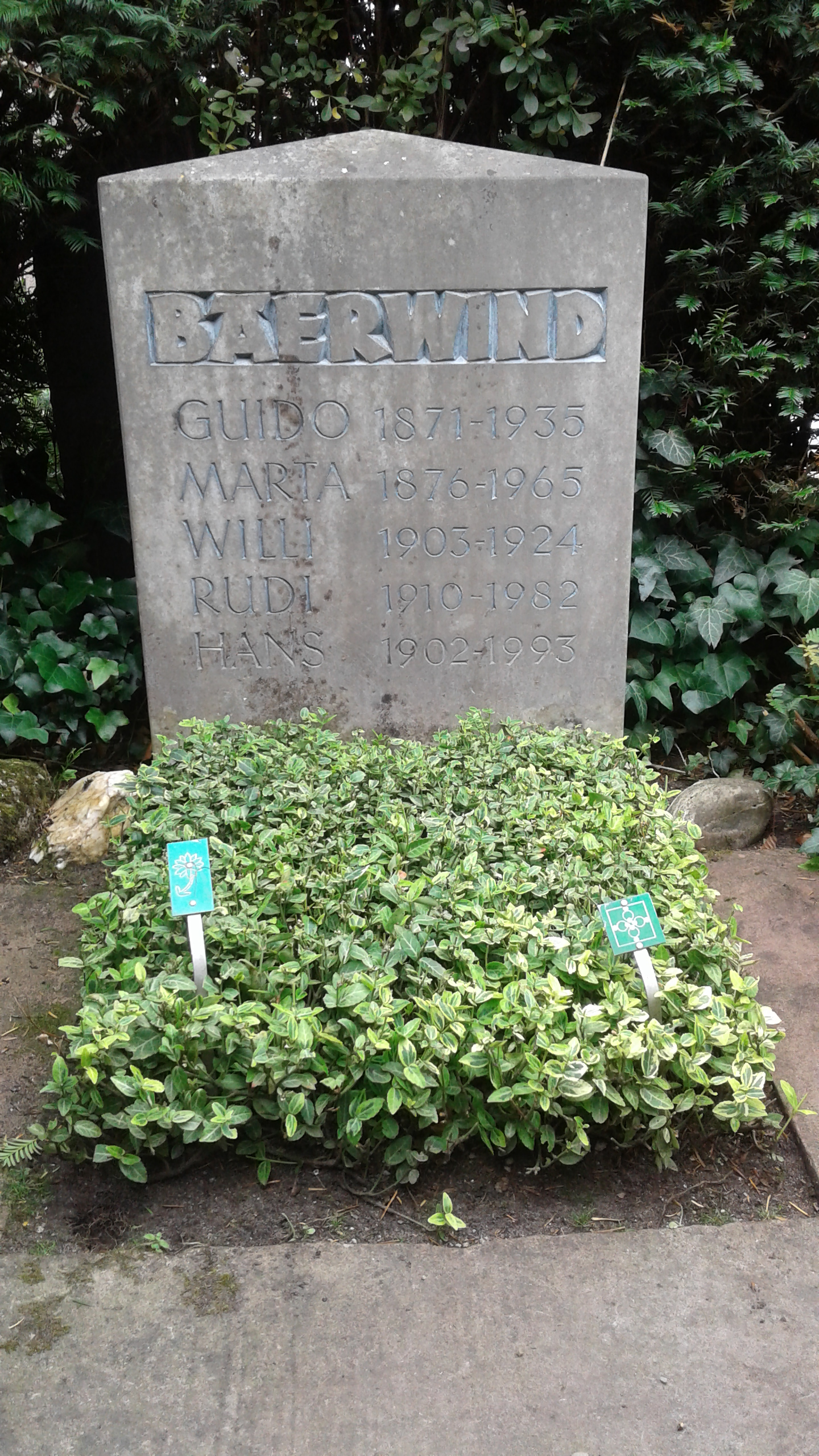
Grab von Rudi Baerwind auf dem Hauptfriedhof Mannheim

Ernst Rudolf Baerwind (* 11. Februar 1910 in Mannheim; † 12. November 1982 ebenda) war ein deutscher Maler.

## Leben und Wirken
Baerwind studierte an den Kunstakademien in München, Berlin und Paris.
In den 1950er und 1960er Jahren zählte der in Mannheim und Paris lebende Maler zu den wenigen deutschen Künstlern mit internationalem Ansehen. Von 1947 bis 1949 war Rudi Baerwind künstlerischer Leiter des „Haus für moderne Kunst und Raumgestaltung – Egon Günther GmbH“ in Mannheim, das Baerwind zusammen mit Egon Günther gegründet hatte. 1959 organisierte er die erste deutsch-französische Kunstausstellung in München und Paris. 1961 entstand ein Filmporträt Baerwinds in der Abendschau SWR/ARD. Im Jahr 1963 wurde er für einige Jahre künstlerischer Berater von Margarete Lauter und organisierte mit der Mannheimer Galeristin in Kooperation mit Paul Facchetti die Eröffnungsausstellung der Mannheimer Galerie. Es folgte eine Dialogausstellung Georges Noël - Rudi Baerwind 1965. 1968 gründete er in Mannheim das „Symposion der Künste“ (Bismarckstraße, Quadrat L 7).
Rudi Baerwinds Arbeiten orientierten sich zunächst am frühen deutschen Expressionismus. Nach einer surrealistischen Phase wurde er in Paris von der Malerei der École de Paris und vom Informel beeinflusst und fand dann zum Internationalen Stil.
1955 und 1959 saß Rudi Baerwind mehrere Monate im Mannheimer Landesgefängnis ein, da ihm „sexuelle Handlungen zwischen Personen männlichen Geschlechts“ vorgeworfen wurden, was damals laut Paragraph 175 strafbar war.
1980 veranstaltete die Kunsthalle Mannheim zu seinem 70. Geburtstag eine große Retrospektive. Im Juli 2010 erschien eine Publikation „Maler und mehr“, die Baerwind als Kulturförderer, Künstler und Mensch beschreibt.

## Ausstellungen
- Galerie Margarete Lauter Mannheim - Galerie Paul Facchetti Paris: Eröffnungsausstellung der Galerie in Mannheim mit Werken von Ger Lataster, Ung-No-Lee, Georges Noël, Rudi Baerwind und Zoltan Kemeny, Mannheim 1963.
- Georges Noël - Rudi Baerwind, Galerie Margarete Lauter, Mannheim 1965.
- Baerwind 1970–1971: Galerie Art du monde, 17 décembre 1970-31 janvier 1972, Paris 1970.
- Michel Tapié: Rudi Baerwind, Städtische Kunsthalle, Mannheim 3. bis 23. Mai 1968.
- Rudi Baerwind: zum 70. Geburtstag, 15. Februar – 16. März 1980, Städtische Kunsthalle, Mannheim 1980.
- Helmut Orpel: Rudi Baerwind - die 50er Jahre, Bürgerhaus Neckarstadt-West / Rudi-Baerwind-Stiftung und Galerie im Bürgerhaus, Mannheim 27. November - 20. Dezember 1998.
- Rudi Baerwind 1910–1982, Mannheimer Kunstverein 2010–2011.

## Ehrungen
Baerwind wurde zum Ehrenmitglied der Akademien in Rom und London ernannt und erhielt 1977 das Bundesverdienstkreuz am Bande. 1970 wurde ihm der Prix National beim 2. Festival International de Peinture in Cagnes-sur-Mer verliehen, 1972 der Grand Prix international de France. Die Stadt Mannheim ehrte ihn 1975 mit der Schillerplakette.